# Andrea Stich
Andrea Stich (* 7. August 1969) ist eine deutsche Tischtennisspielerin. Sie spielte in der Bundesliga und gewann bei Deutschen Meisterschaften der Erwachsenen eine Bronzemedaille.

## Werdegang
Andrea Stich erzielte schon in ihrer Jugend beachtliche Erfolge. So siegte sie bei der Deutschen Juniorenmeisterschaft 1991 im Mixed mit Rainer Schreiter, im Einzel erreichte sie das Endspiel, im Doppel mit Michaela Kommeter das Halbfinale. Mit der Damenmannschaft des Rot-Weiß Klettham-Erding wurde sie 1987 Meister der 2. Bundesliga Süd, allerdings verzichtete der Verein auf den Aufstieg. Zwei Jahre später wurde das Team erneut Meister und stieg diesmal in die 1. Bundesliga auf. 1993 wechselte sie zum französischen Spitzenverein Montpellier Le Crés, kehrte aber nach einem Jahr nach Deutschland zum TSV Röthenbach zurück. Hier wirkte sie 1995 am Aufstieg in die 1. Bundesliga mit. 1997 verließ sie Röthenbach mit unbekanntem Ziel.
Zu ihren größten Erfolgen zählt der Gewinn der Bronzemedaille im Einzel bei den Deutschen Meisterschaften 1991.

## Turnierergebnisse
| Verband | Veranstaltung                       | Jahr | Ort       | Land | Einzel | Doppel | Mixed | Team |       |
| ------- | ----------------------------------- | ---- | --------- | ---- | ------ | ------ | ----- | ---- | ----- |
| GER     | Bayern-Mannschaftsmeister Mädchen   | 1985 |           | GER  |        |        |       | Gold | [ 7 ] |
| GER     | Bundesranglistenturnier Juniorinnen | 1987 | Ratzeburg | GER  | Bronze |        |       |      |       |
| GER     | Bayerische Meisterschaft            | 1988 | Rimpar    | GER  |        | Gold   |       |      |       |
| GER     | Deutsche Junioren-Meisterschaft     | 1989 | Hagen     | GER  |        | Bronze |       |      |       |
| GER     | Bundesranglistenturnier Juniorinnen | 1990 | Hochstädt | GER  | Silber |        |       |      |       |
| GER     | Deutsche Junioren-Meisterschaft     | 1991 |           | GER  | Silber |        | Gold  |      |       |
| GER     | Deutsche Tischtennis-Meisterschaft  | 1991 |           | GER  | Bronze |        |       |      |       |